# Třída Helgoland
Třída Helgoland byla lodní třída dreadnoughtů německého císařského námořnictva z období první světové války. Byla to druhá třída německých dreadnoughtů. Celkem byly postaveny čtyři jednotky této třídy. Do služby byly přijaty v letech 1911–1912. Účastnily se první světové války. Žádná nebyla ztracena. Roku 1919 byly vyřazeny a v rámci reparací předány vítězným státům.

## Stavba
Bitevní lodě třídy Helgoland představovala výrazně vylepšený derivát předcházející třídu Nassau. Měly stejné uspořádání dělových věží, nesly však již silnější 305mm kanóny. Vizuálně se daly odlišit díky třem komínům, namísto dvou u třídy Nassau. Celkem byly postaveny čtyři jednotky této třídy První tři byly objednány ve stavebním programu pro roky 1908–1909 a poslední v programu pro roky 1909–1910. Do jejich stavby se zapojily loděnice Howaldtswerke v Kielu, Kaiserliche Werft Wilhelmshaven ve Wilhelmshavenu, AG Weser v Brémách a Schichau-Werke v Danzigu.
Jednotky třídy Helgoland:
| Jméno            | Loděnice                        | Založení kýlu | Spuštěna           | Vstup do služby | Status                                                                                 |
| ---------------- | ------------------------------- | ------------- | ------------------ | --------------- | -------------------------------------------------------------------------------------- |
| SMS Helgoland    | Howaldtswerke                   | 1908          | 25. září 1909      | 23. srpna 1911  | Vyřazena 1919. V rámci reparací předána Velká Británii. Sešrotována 1921.              |
| SMS Ostfriesland | Kaiserliche Werft Wilhelmshaven | 1908          | 30. září 1909      | 1. srpna 1911   | Vyřazena 1919. V rámci reparací předána USA. V červenci 1921 potopena jako cvičný cíl. |
| SMS Thüringen    | AG Weser                        | 1908          | 27. listopadu 1909 | 10. září 1911   | Vyřazena 1919. V rámci reparací předána Francii. Použita jako cvičný cíl.              |
| SMS Oldenburg    | Schichau-Werke                  | 1909          | 30. června 1910    | 1. května 1912  | Vyřazena 1919. V rámci reparací předána Japonsku. Sešrotována 1921.                    |

## Konstrukce

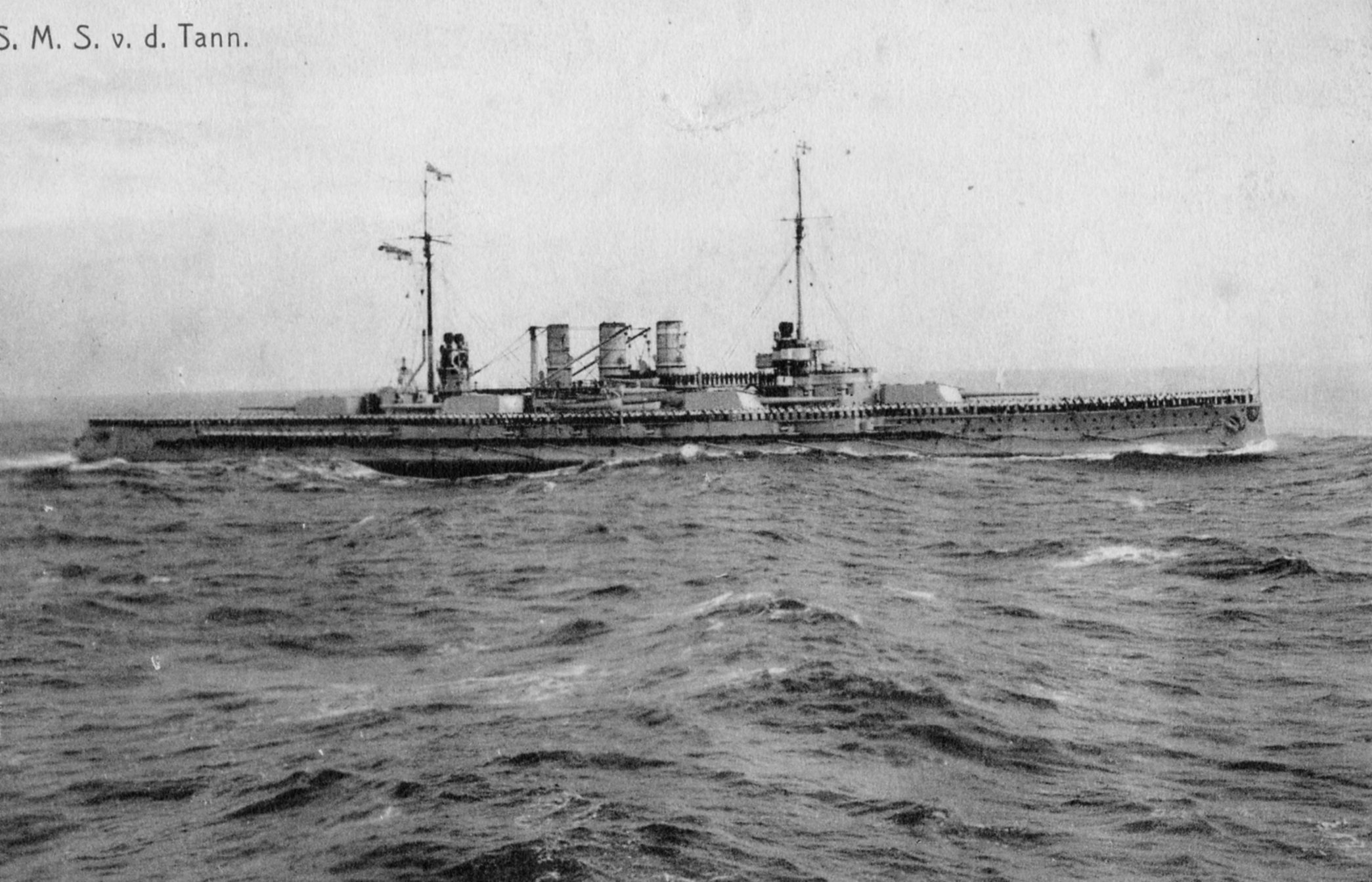
SMS Helgoland

Hlavní výzbroj představovalo dvanáct 305mm kanónů umístěných ve dvoudělových věžích. Kanóny měly elevaci 13,5 °, později zvětšenou na 16 °. Sekundární výzbrojí bylo čtrnáct 150mm kanónů umístěných po jednom v kasematách na hlavní palubě. Dále nesly čtrnáct 88mm kanónů a šest 500mm torpédometů. Plavidla měla kvalitní pancéřování. Boční pancéřový pás měl sílu 100–300 mm, dělové věže rovněž 100–300 mm, barbety věží 60–300 mm, kasematy pro děla sekundární ráže 170 mm a velitelský můstek 200–400 mm. Pohonný systém tvořilo patnáct kotlů Marine a tři parní stroje s trojnásobnou expanzí o výkonu 28 000 hp, pohánějící tři lodní šrouby. Rozděleny byly do devíti kotelen a tří strojoven. Nejvyšší rychlost dosahovala 20,5 uzlu. Dosah byl 5500 námořních mil při rychlosti 10 uzlů.

## Služba

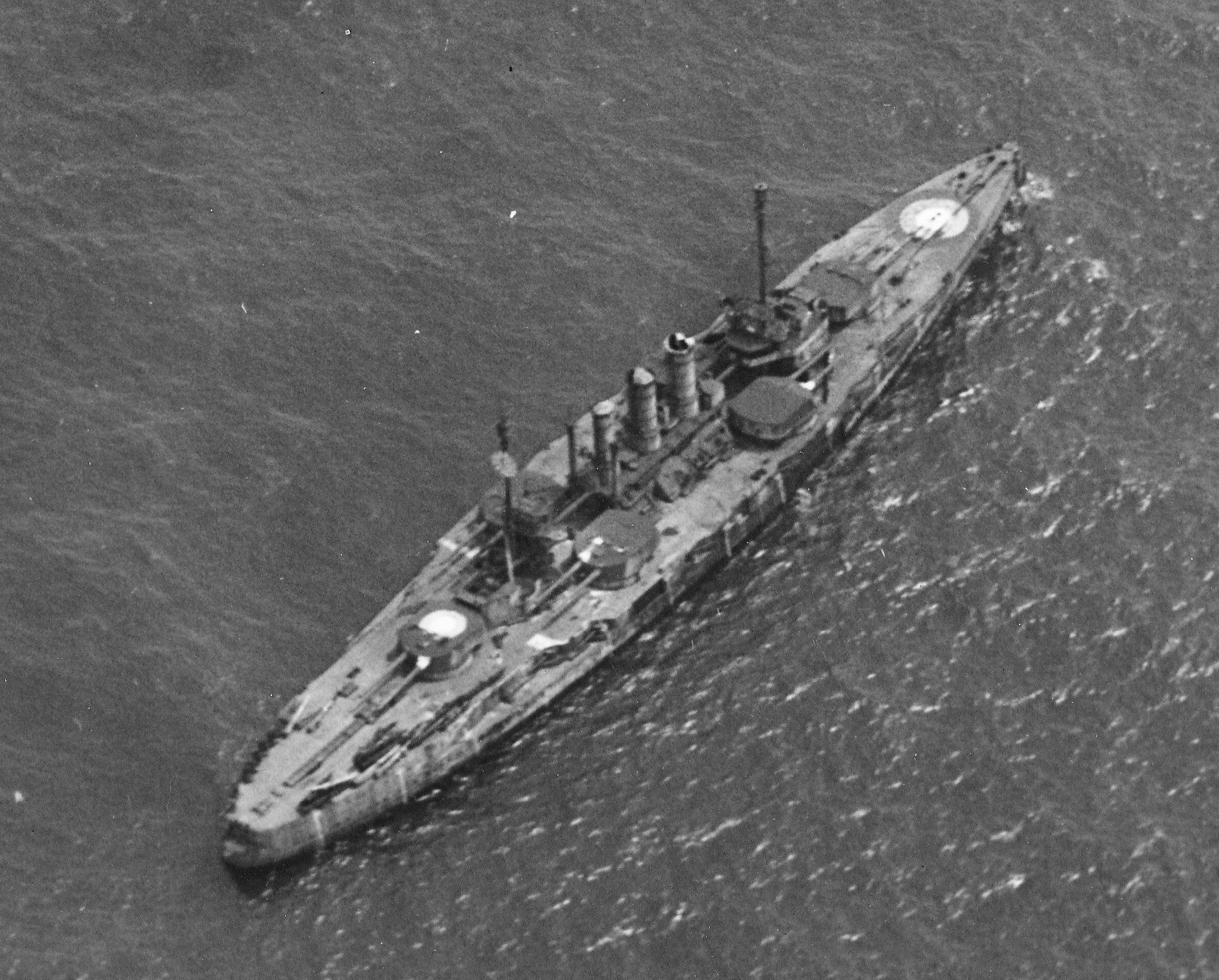
SMS Ostfriesland jako cvičný cíl pro americké letecké bombardování

Všechny čtyři bitevní lodě byly nasazeny za první světové války. Zejména v bitvě v Rižském zálivu v roce 1915 a v bitvě u Jutska v roce 1916. Za války nebyla žádná ztracena. Po válce byly všechny předány vítězným mocnostem. Ostfreisland získalo americké námořnictvo, přičemž Billy Mitchell loď v roce 1921 použil k demonstraci možností letectva v boji proti bitevním lodím. Loď se mu podařilo potopit Ostfreisland leteckým útokem. Helgoland získala Velká Británie a Oldenburg Japonsko, přičemž obě lodi byly v roce 1921 sešrotovány. Thüringen byl předán Francii, která ho používala jako cvičný cíl.